# Lindegården och Skogen
Lindegården och Skogen var en av SCB avgränsad och namnsatt småort i Borås kommun i Västra Götalands län. Orten omfattade bebyggelse i byn Skogen samt villaområdet Lindegården i Torpa socken, sydost om Borås, norr om Bosnäs och vid Bosnäsviken i Bosjön. Från 2015 räknas området som en del av tätorten Bosnäs.